# Beethoven (Merkurkrater)
Beethoven ist ein Einschlagkrater auf dem Planeten Merkur. Er hat einen Durchmesser von 625 km und ist nach dem deutschen Komponisten Ludwig van Beethoven benannt. Beethoven ist der elftgrößte bekannte Einschlagkrater des Sonnensystems.
Anders als viele andere Becken ähnlicher Größe auf dem Mond besitzt Beethoven nicht mehrere Ringe. Rest-Pyroklastikadecken um Teile des Beethoven sind in ihrer Erscheinung gedämmt und die Ränder sind nur unzureichend definiert. Die Kraterwand des Beethoven ist unter der Pyroklastikadecke und den Ebenenmaterialien verborgen. Spudis und Prosser nahmen an, dass Beethoven möglicherweise das Alter eines späten c3 oder eines frühen c2 besitzt.
Innerhalb des nordöstlichen Beckenteils befindet sich der 139 km breite Krater Bello.

## Quellen

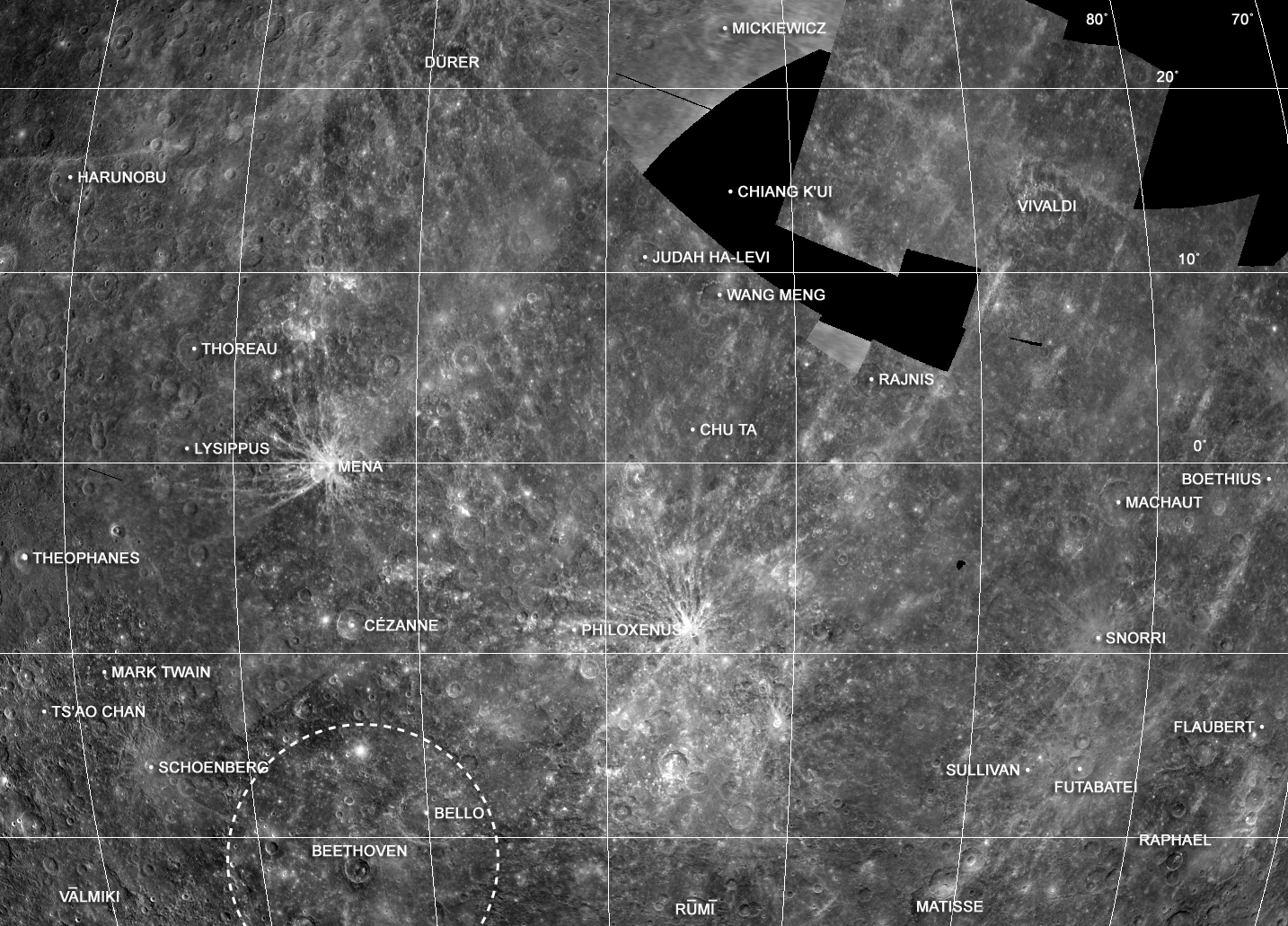
Das Beethovenbecken am unteren Bildrand (eingekreist)